# Асунсан, Густаву
Густаву Энрике Жиордано́ Амаро́ Асунсан да Силва (порт.-браз. Gustavo Enrique Giordano Amaro Assunção da Silva; 3 ноября 1998), также известный как Густаву Асунсан и Густаву  — бразильский футболист, полузащитник португальского клуба АВС САД.

## Клубная карьера
В детстве тренировался в молодёжной академии португальского клуба «Порту». В 2008 году стал игроком академии испанского клуба «Атлетико Мадрид». 13 апреля 2019 года Диего Симеоне включил Асунсана в заявку на матч испанской Ла Лиги против «Сельты», но на поле не появился.
1 июля 2019 года подписал свой первый профессиональный контракт, рассчитанный на пять лет, с португальским клубом «Фамаликан», новичком Примейры (высший дивизион чемпионата Португалии), вышедшим в высшую лигу по итогам предыдущего сезона. 3 августа 2019 года дебютировал за «Фамаликан» в матче Кубка португальской лиги против клуба «Спортинг Ковильян». 10 августа 2019 года дебютировал в Примейре сезона 2019/20 в матче против «Санта-Клары».

## Карьера в сборной
Густаву родился в Бразилии, но жил в Испании и Португалии, поэтому имеет паспорта всех трёх этих стран. В 2016 и 2017 году он выступал за сборную Бразилии до 17 лет.

## Личная жизнь
Густаву — сын профессионального бразильского футболиста Паулу Асунсана.